# 白滝公園
白滝公園（しらたきこうえん）は、静岡県三島市一番町1-1にある公園。面積は0.41ヘクタール。

## 歴史
1956年（昭和31年）10月15日に供用が開始された。
2006年（平成18年）には三島市によって、景観法に基づく景観重点整備地区「白滝公園・桜川地区」に指定された。

## 特徴

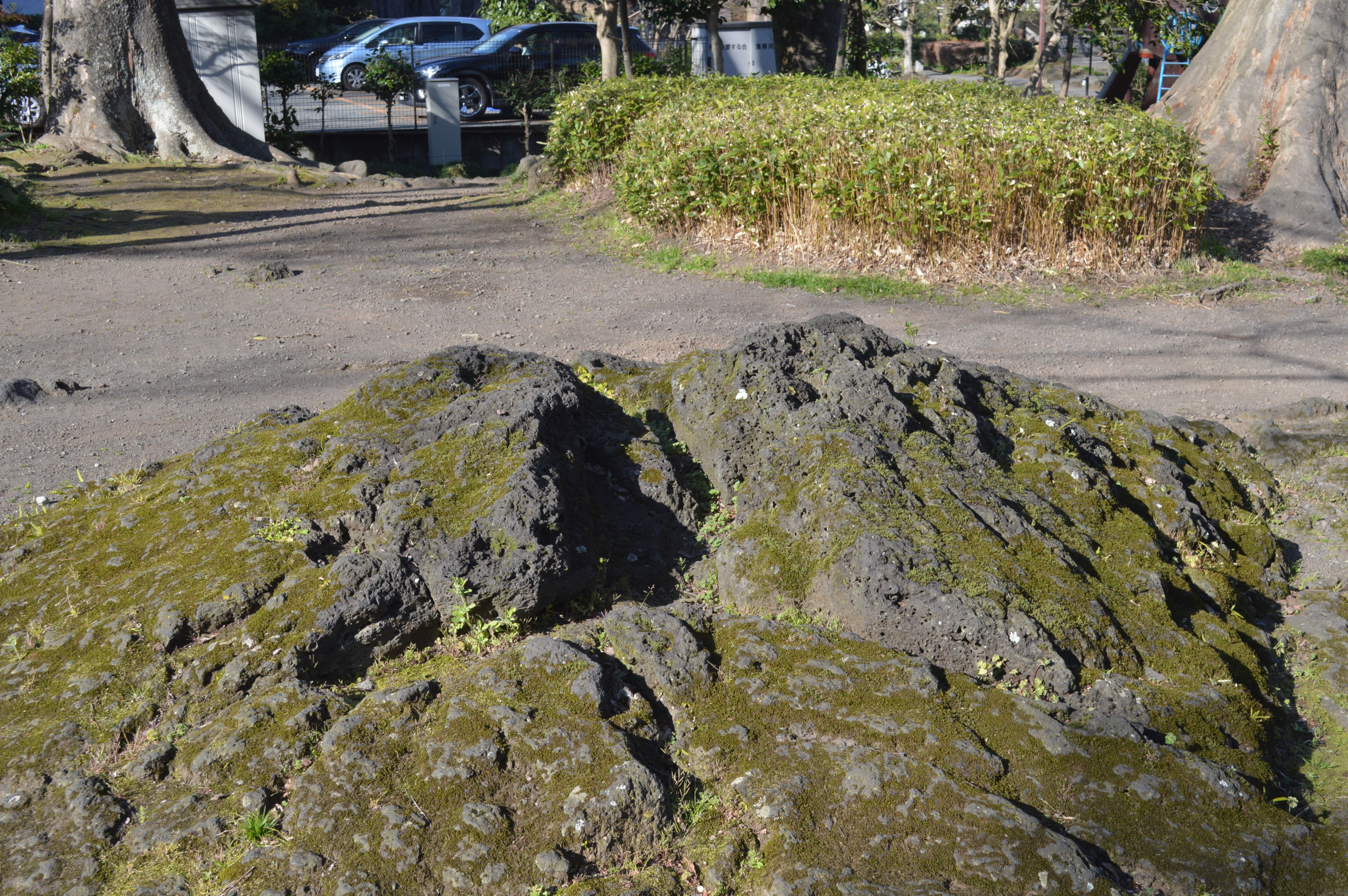
三島溶岩流

名称は湧水が白い滝のように流れていたことに因んでいるとされる。冬季は水位が低下するため湧水量が少ないが、夏季には富士山の豊富な雪解け水が湧き出し、流れは水辺の文学碑が並ぶ桜川に通じている。これらにより、白滝公園は「水の都」と言われる三島市を象徴する場所であるとされる。毎年7月には白滝公園で水まつりが開催され、桜川では灯ろう流しも行われる。
楽寿園周辺は湧水が豊かな場所であり、桜川以外にも御殿川や祓所川や源兵衛川や四ノ宮川が源を発している。なお、桜川の250メートル上流には菰池公園がある。
公園内には約1万年前の富士山の噴火で流れ出した三島溶岩流の上部層（表面部分）が見られる。溶岩は冷え固まっているためアッチッチとなることはないが、子供や高齢者が歩く際には転倒しないように注意を要する。

## 施設
- 白瀧観音堂[5]

もとは尼僧によって建てられた白滝寺。江戸時代の元禄年間に観音堂となったが、観音堂は明治初期に焼失した。観音像は常林寺に移されたが、1950年（昭和25年）には現在地に新たに観音堂が建てられた。
- 「富士の白雪の碑」

1932年（昭和7年）に建立された石碑。民謡の農兵節の歌詞の一部が揮毫されている。
「富士の白雪 朝日に溶て 三島女臈衆の化粧水」
- 小祠

## 基礎情報
楽寿園の正門の東側に位置しており、静岡県道51号三島停車場線（芝町通り）を挟んだ場所にある。三島市立図書館が入っている三島市民生涯学習センターにも近い。駐車場はない。
所在地
- 静岡県三島市一番町1-1

アクセス
- JR東海道本線・三島駅から徒歩約5分